# Audrey Leunens
Audrey Leunens, née le 24 mai 1980 à Anderlecht (Bruxelles), est une journaliste belge travaillant sur la chaîne de télévision privée RTL-TVI.

## Biographie
Audrey Leunens a suivi ses études à l'Université libre de Bruxelles et est diplômée en journalisme.

### Ses débuts
Audrey Leunens a débuté sur Bel RTL en tant que présentatrice des informations trafic et météo. Elle a ensuite été assistante de rédaction.
Elle a fait ses débuts sur RTL-TVI en tant que présentatrice météo. Elle s'est ensuite vue confier les rênes de l'émission Images à l'appui.

## Vie privée
Elle a donné naissance à un petit garçon prénommé Gaspard, le 6 mars 2013, avec son compagnon Thomas, caméraman et directeur photo,.